# Kiss (песня Дары)
«Kiss» — сольный сингл Пак Сандары, участницы корейской поп-группы 2NE1, изданный 9 июля 2009 года.

## Информация о песне
С августа 2009 года 2NE1 сделали небольшой перерыв в деятельности, а участницы группы записали сольные синглы; Дара первой выпустила свою песню под названием «Kiss», коллега по группе CL приняла участие в её создании, записав рэп для трека. Продюсером и автором песни стал корейский музыкант Тедди Пак, создавший большинство треков для 2NE1. Песня была использована в рекламном ролике пива Cass.
Видеоклип «Kiss» появился на официальном канале 2NE1 на YouTube 5 сентября 2010 года. Мужскую роль в клипе исполнил популярный корейский актёр Ли Мин Хо.
Дара исполняла «Kiss» во время концертных туров 2NE1 — NOLZA и New Evolution World Tour.
«Kiss» смогла добраться до 5 места корейского хит-парада Gaon Chart, а в чарте Monkey3 смогла обойти в борьбе за 1 место песню G-Dragon «Heartbreaker».

## Список композиций
Цифровой сингл
1. «Kiss» — 3:33

CD сингл
1. «Kiss» — 3:33